# Лондейл (Калифорния)
Лондейл (англ. Lawndale) — город в округе Лос-Анджелес в штате Калифорния в Соединённых Штатах Америки. Город находится в районе Саут-Бей городской агломерации-конурбации Большого Лос-Анджелеса.
Согласно данным переписи населения США 2020 года число жителей города составляло 31 807 человек, что, для такого небольшого населённого пункта, существенно меньше (− 2.9%), чем было во время предыдущей переписи проводившейся в 2010 году (32 769 человек).

## История
В доколумбову эпоху этом районе жили коренные американцы из народа тонгва.
С 1780-х годов территория, которая сейчас является Лондейлом, была частью Ранчо Саусаль Редондо, земельного гранта, предоставленного испанским колониальным правительством, который включает большую часть того, что сейчас является регионом Южный Бейшор.
В 1905 году Чарльз Б. Хоппер впервые разделил территорию и назвал её в честь одноименного района Чикаго. Участки продавались медленно, и были испробованы различные рекламные акции, такие как продвижение Лондейла как прекрасного района для разведения кур. 
Первой железной дорогой, проходящей через Лондейл, была Инглвудская дивизия железной дороги Редондо, которая позже стала частью системы Pacific Electric «Red Car». Она проходила по центру Рейлвей-авеню (теперь это бульвар Хоторн) до 1933 года. В 1927 году до города дотянулась и железная дорога «Атчисон, Топика и Санта-Фе». Приход нового вида транспорта подстегнул развитие местной промышленности.
После Второй мировой войны огромный спрос на жилье со стороны вернувшихся ветеранов и новоприбывших в Калифорнию привел к формированию Лондейла как спального района Лос-Анжелеса. 
28 декабря 1959 года Лондейл официально получил статус города и был включен в этом качестве в реестр штата.

## География
Согласно данным Бюро переписи населения США, общая площадь города составляет 2,0 квадратных мили (5,2 км2), всю эту территорию занимает суша.
Лондейл расположен в районе Саут-Бей, который входит в состав городской агломерации Большой Лос-Анджелес. Граничит с прибрежным Редондо-Бич на западе и юго-западе, Хоторном на севере, Торрансом на юго-востоке и некорпоративной территорией деревни Эль-Камино (более известной как Алондра-Парк) на востоке.
Лондейл находится в 5,7 милях к юго-востоку от международного аэропорта Лос-Анджелеса.